# 曼涅托王表
曼涅托王表是古埃及祭司曼涅托（约公元前300年前后）撰写作品《埃及史》裡面的中古埃及王朝和国王年表，目前已散佚。現存的王表殘本的內容近似於都靈王表。王表对学者们考证古埃及国王次序有所裨益。